# 19 de gener
El 19 de gener és el dinovè dia de l'any del calendari gregorià. Queden 346 dies per finalitzar l'any i 347 en els anys de traspàs.

## Esdeveniments
Països Catalans
- 1563 - Felip II decreta el desarmament dels moriscos valencians.
- 1811 - Vila-seca (el Tarragonès): els francesos hi són derrotats (Guerra del Francès).
- 1907 - S'estrena l'obra La Santa Espina, amb text d'Àngel Guimerà i música d'Enric Morera, al Teatre Principal de Barcelona.[1]
- 1925 - Barcelona: Richard Strauss dirigeix la Banda Municipal de Barcelona a la plaça de Sant Jaume, que interpreta el seu poema Mort i Transfiguració.[2]
- 1931 - Pepa Colomer, primera aviadora catalana, obté la llicència de pilot, de la Direcció General d'Aeronàutica Civil espanyola.[3]
- 2009 - Primera edició dels Premis Gaudí del cinema català.

Resta del món
- 1806 - el Regne Unit ocupa el Cap de Bona Esperança.
- 1853 - Roma: s'estrena l'òpera Il Trovatore de Giuseppe Verdi.
- 1915 - Georges Claude patenta el primer tub de neó usat en cartells publicitaris.
- 1942 - Segona Guerra Mundial: forces del Japó ocupen Birmània.
- 1965 - llançament del Gemini 2.
- 1966 - Índia: Indira Gandhi és elegida primera ministra del país.[4]
- 1977 - Alemanya: l'últim Volkswagen Escarabat deixa les línies de producció al país.
- 2006 - Salamanca (Espanya): surt la primera remesa d'una part de la documentació confiscada per la dictadura franquista amb destí Catalunya i parada a Madrid.

## Naixements
Països Catalans
- 1602 - Perpinyà, Rosselló: Anna Maria Antigó, monja clarissa (m. 1676).
- 1832 - València: Salvador Giner i Vidal, compositor i professor de música valencià (m. 1911).
- 1843 - Requena: Luisa Cervera Royo, escriptora i lliurepensadora valenciana (m. 1924).[5]
- 1883 - Xàtiva, la Costera: Beat Gonçal Vinyes Massip, sacerdot i poeta valencià.
- 1899 - Cervelló: Josep Tarradellas i Joan, 125è president de la Generalitat de Catalunya.[6]
- 1907 - Barcelona: Pere Pi Calleja, matemàtic català (m. 1986).
- 1915 - Lleida: Víctor Torres, polític català (m. 2011).
- 1919 - Barcelona: Joan Brossa, poeta, dramaturg i artista plàstic català.
- 1929 - Premià de Mar: Antoni Gutiérrez Díaz, el Guti, pediatre i polític català.
- 1952 - Sabadell: Marta Sanz-Solé, matemàtica catalana especialista en la teoria de la probabilitat.[7]
- 1960 - Roquetes, Tarragona: Mercè Lleixà i Chavarria, actriu catalana.[8]
- 1968 - Pedret i Marzà, Alt Empordà: Imma Clopés Gasull, atleta catalana especialista en proves de d'heptatló i pentatló.[9]
- 1980 - Santpedor: Mireia Farrés i Bosch, trompetista catalana, solista de l'Orquestra Simfònica de Barcelona i Nacional de Catalunya.[10]

Resta del món
- 1655 - Pequín, Xina: Nalan Xingde, poeta xinès (m. 1685)
- 1720 - voivodat de Vitebsk (Polònia): Franciszek Bohomolec, escriptor i il·lustrat polonès (m. 1784).
- 1724 - Huizhou, Anhui, Xina: Dai Zhen, filòsof, filòleg, historiador i matemàtic xinès. (m. 1777)
- 1736 - Greenock (Escòcia): James Watt, matemàtic i enginyer escocès, un dels inventors de la màquina de vapor (m. 1819).
- 1806 - Řepnice: Václav Jindřich Veit conegut en alemany com Wenzel Heinrich Veit, compositor, copista, pianista i advocat txec.
- 1809 - Boston (els EUA): Edgar Allan Poe, escriptor de poesia, novel·la i relats curts (m. 1849).
- 1839 - Ais de Provença (Occitània): Paul Cézanne, pintor francès (m. 1906).
- 1855 - Graz, Estíria: Marianne Stokes, pintora austríaca, una de les principals artistes de l'Anglaterra victoriana i pre-rafaelita (m. 1927).[11]
- 1859 - Toronto: Alice Eastwood, botànica que dona nom als gèneres Eastwoodia i Aliciella.[12]
- 1872 - Venècia: Rosina Storchio, soprano lírica Italiana (m. 1945).[13]
- 1889, Davos: Sophie Taeuber-Arp, artista tèxtil, dissenyadora, ballarina, professora.[14]
- 1912 - Sant Petersburg, Rússia: Leonid Kantoròvitx, economista rus, Premi Nobel d'Economia de l'any 1975 (m. 1986).
- 1920
  - Lima (Perú): Javier Pérez de Cuéllar, cinquè secretari general de les Nacions Unides (1982-91) (m. 2020).
  - Ferrara, Itàlia: Luciano Chailly, compositor italià (m. 2002).
- 1921 - Fort Worth (els EUA): Patricia Highsmith, escriptora estatunidenca de novel·la negra (m. 1995).[15]
- 1930 - 
  - Buenos Aires: Marta Alconada, integrant de Mares de Plaza de Mayo.[16]
  - Folgoso do Courel (Galícia): Uxío Novoneyra, poeta i escriptor de contes infantils gallec (m. 1999).
- 1933 - Cienfuegos (Cuba): Rolando Cubela, revolucionari cubà (m. 2022).[17]
- 1943 - Port Arthur, Texas: Janis Joplin, cantant de rock and roll i blues (m. 1970).[18]
- 1946 - Sevierville, Tennessee, Estats Units: Dolly Parton, cantant, compositora i actriu estatunidenca.[19]
- 1946 - Leicester, Regne Unit: Julian Barnes, escriptor anglès.[20]
- 1955 - Liverpool, Regne Unit: Sir Simon Rattle, director d'orquestra.
- 1956 - 
  - Chicago: Susan Solomon, química atmosfèrica, demostrà que els CFC eren causants del forat a la capa d'ozó.[21]
  - Lomas de Zamora: Adriana Inés Acosta, militant política i jugadora d'hoquei sobre herba argentina (desapareguda 1978).[22]
- 1964 - Xinghua (Xina): Bi Feiyu (Xinès: 毕飞宇), escriptor i guionista de cine i televisió xinès, guanyador del Premi Mao Dun de Literatura de l'any 2011.[23]
- 1966 - Andorra: Meritxell Mateu i Pi, política andorrana; ha estat ministra i Consellera General del Principat d'Andorra.[24]
- 1980 - Frome, Regne Unit: Jenson Button, pilot de Fórmula 1 i campió del món de Fórmula 1 el 2009.
- 1987 - Pequín (Xina): Bao Jingjing, escriptora i guionista de cinema i televisió[25]
- 1991 - Duće, Croàcia: Petra Martić, jugadora professional de tennis croata, 14è lloc del rànquing individual de la WTA a principis de 2020.[26]

## Necrològiques
Països Catalans
- 1305 - València, Regne de València: Roger de Llúria, militar valencià, educat a la cort dels reis d'Aragó.
- 1939 - Sabadell, el Vallès Occidental: Eulàlia Garriga i Casals, mestra i activista política catalana.[27]
- 1970 - Mèxic, a l'exiliː Llibertat Ródenas, sindicalista valenciana d'ideologia anarquista.[28]
- 1977 - Barcelona, el Barcelonès: Josep Trueta i Raspall, metge traumatòleg català.
- 2024 - Palamós: Ester Xargay Melero, poeta, vídeo-artista i agitadora cultural (n. 1960).[29]

Resta del món
- 1720, Viena, Àustria: Elionor del Palatinat-Neuburg, emperadriu d'Àustria (n. 1655).[30]
- 1819, Roma, Estats Pontificis: Carles IV d'Espanya, rei d'Espanya entre 1778 i 1808.
- 1865, Passy-lès-Paris, França: Pierre-Joseph Proudhon, teòric polític francès, un dels pares de l'anarquisme modern.
- 1959, Madrid: Violeta, periodista, telegrafista, escriptora, sufragista i feminista espanyola.[31]
- 1981, Nova York: Francesca Woodman, fotògrafa estatunidenca de caràcter intimista[32]
- 1982, São Paulo, Brasil: Elis Regina, compositora i cantant.[33]
- 1985, Palo Alto, EUA: Eric Voegelin, filòsof polític estatunidenc d'origen alemany.
- 1986, Madrid, Espanya: Enrique Tierno Galván, polític i assagista.
- 2000, Casselberry: Hedy Lamarr, actriu, productora i inventora estatunidenca (n. 1914).[34]
- 2006, Reston, Virgínia, EUA: Wilson Pickett, cantant afroamericà de rhythm and blues i soul (n. 1941).[35]
- 2015, El Paso, EUA: Reies López Tijerina, activista polític.
- 2018, Dallas: Dorothy Malone, actriu estatunidenca, guanyadora d'un Oscar (n. 1924).[36]

## Festes i commemoracions
- Onomàstica: sants Canut de Dinamarca, rei; Màrius, Marta, Audifaç i Àbac de Roma, màrtirs (s. III); Enric de Finlàndia (actualment, el 20 de gener); Remigi de Rouen, bisbe; Bernat de Corleone, caputxí; Macari el Gran, eremita (a orient); .